# Tutto il mondo dei Matia Bazar
Tutto il mondo dei Matia Bazar è la sesta raccolta dei Matia Bazar, pubblicata su LP (catalogo VDI 133), CD (VDICD 133) e musicassetta (VDIK 7133) dalla Virgin Dischi nel 1992, anticipata dal singolo Piccoli giganti/C'era una volta (1992).

## Descrizione
Pubblicato sull'onda del successo del brano Piccoli giganti, presentato al Festival di Sanremo 1992, eccettuato il quale tutte le altre canzoni sono versioni non rimasterizzate estratte da album precedenti, con Antonella Ruggiero come voce solista.
Sul raro 33 giri in vinile e sulla musicassetta l'elenco dei brani è diverso da quello del CD: Souvenir diventa l'ultimo pezzo dell'album (ottavo del lato B) e Cavallo bianco l'ultimo del lato A (settimo); gli altri brani si spostano di conseguenza, mantenendo quasi invariata la scaletta del disco.
Questa compilation non è presente nella discografia sul sito del gruppo, mentre è considerata ufficiale in altre. Ciò è vero anche per la sua ristampa in CD del 1994 intitolata Gold pubblicata dall'etichetta DDD - La Drogueria di Drugolo con una copertina diversa.

## Piccoli giganti
Già distribuito sul singolo sanremese, ma inedito su album, Piccoli giganti è l'unico brano della raccolta, pubblicato dall'etichetta DDD - La Drogueria di Drugolo nel 1992, con la voce solista di Laura Valente, ormai subentrata ad Antonella Ruggiero.
Sarà poi inserito anche nelle ristampe del primo album del gruppo con la nuova solista, Anime pigre, pubblicato l'anno precedente (1991).

## Tracce
L'anno indicato è quello di pubblicazione dell'album che contiene il brano.

Le durate delle tracce e totale sono state ricavate direttamente dal supporto originale, quelle indicate sul retro copertina del CD sono diverse.
CD
1. Piccoli giganti – 4:07 (testo: Aldo Stellita – musica: Lavalente, Sergio Cossu, Carlo Marrale) – Inedito su album
2. Souvenir (versione album) – 4:38 (testo: Aldo Stellita – musica: Sergio Cossu, Carlo Marrale) – 1985
3. Ti sento – 4:16 (testo: Aldo Stellita – musica: Sergio Cossu, Carlo Marrale) – 1985
4. Aristocratica – 4:54 (testo: Aldo Stellita – musica: Carlo Marrale) – 1984
5. Matia Bazar con Enzo Jannacci – Elettrochoc – 4:49 (testo: Giancarlo Golzi – musica: Carlo Marrale) – 1983
6. Il video sono io – 3:57 (testo: Giancarlo Golzi – musica: Antonella Ruggiero) – 1983
7. Vacanze romane – 4:14 (testo: Aldo Stellita – musica: Carlo Marrale) – 1983
8. C'è tutto un mondo intorno – 4:22 (testo: Giancarlo Golzi, Aldo Stellita – musica: Antonella Ruggiero, Piero Cassano, Carlo Marrale) – 1979
9. Tu semplicità – 4:18 (testo: Giancarlo Golzi, Aldo Stellita – musica: Antonella Ruggiero, Piero Cassano, Carlo Marrale) – 1978
10. Solo tu – 3:29 (testo: Aldo Stellita – musica: Piero Cassano, Carlo Marrale) – 1977
11. E dirsi ciao – 4:50 (testo: Giancarlo Golzi, Aldo Stellita – musica: Antonella Ruggiero, Piero Cassano, Carlo Marrale) – 1978
12. Mister Mandarino – 3:41 (testo: Aldo Stellita – musica: Piero Cassano, Carlo Marrale) – 1978
13. Per un'ora d'amore (versione album) – 3:59 (testo: Giovanni Belfiore, Aldo Stellita – musica: Piero Cassano, Carlo Marrale) – 1976
14. Cavallo bianco (versione album) – 4:58 (testo: Giovanni Belfiore, Aldo Stellita – musica: Piero Cassano, Carlo Marrale) – 1976
15. Stasera... che sera! – 3:22 (testo: Aldo Stellita – musica: Piero Cassano, Carlo Marrale) – 1975

## Formazione
- Laura Valente - voce solista, tastiere, chitarre acustiche solo in Piccoli giganti
- Antonella Ruggiero - voce solista, percussioni altre tracce
- Sergio Cossu (1-4), Mauro Sabbione (5-7) - tastiere
- Piero Cassano - tastiere (8-15), voce (8-15), chitarra (9-14)
- Carlo Marrale - chitarre, voce
- Aldo Stellita - basso
- Giancarlo Golzi - batteria

## Classifiche

### Classifiche settimanali
| Classifica (1992) | Posizione massima |
| ----------------- | ----------------- |
| Italia            | 4                 |